# In Waves (singolo)
In Waves è un singolo del gruppo musicale statunitense Trivium, pubblicato il 21 maggio 2011 come primo estratto dal loro quinto album in studio In Waves.

## Descrizione
Primo singolo pubblicato con il batterista Nick Augusto dopo il debutto avvenuto nel brano Shattering the Skies Above registrato per il videogioco God of War III, In Waves ha anticipato l'uscita dell'omonimo quinto album dei Trivium. Caratterizzato da pesanti riff metalcore, il brano e in particolare le sue strofe contengono tuttavia evidenti elementi melodici. Nell'album, è anticipato dall'intro strumentale Capsizing the Sea, brano d'apertura del disco.
Col tempo In Waves è diventato uno dei brani più celebri dei Trivium, oltre che uno dei più presenti nella scaletta dei concerti del gruppo. Riguardo al significato del testo, criptico e depressivo, il gruppo non si è mai espresso al riguardo ufficialmente.

## Video musicale
Il video ufficiale, diretto da Ramon Boutviseth, è un cortometraggio di 7 minuti che fa da prima parte a una serie narrativa continuata nel video del successivo singolo Built to Fall.

## Tracce
Testi e musiche dei Trivium.
1. In Waves – 5:02

## Formazione
- Matthew K. Heafy – voce, chitarra
- Corey Beaulieu – chitarra, cori
- Paolo Gregoletto – basso, cori
- Nick Augusto – batteria

## Classifiche
| Classifica (2011)  | Posizione massima |
| ------------------ | ----------------- |
| Regno Unito (rock) | 31                |